# Trigynaspida
Trigynaspida é uma subordem de ácaros pertencente à superordem Parasitiformes da ordem Mesostigmata.

## Descrição
A subordem Trigynaspida agrupa um conjunto de espécies de ácaros de ocorrência pouco frequente e de ecologia em grande parte desconhecida, em geral associados a insectos ou a répteis.